# Fedora ovum
Fedora ovum is een mosdiertjessoort uit de familie van de Ascosiidae. De wetenschappelijke naam van de soort is voor het eerst geldig gepubliceerd in 1873 door Smitt.